# Batalla de Tlatelolco
La Batalla de Tlatelolco se libró entre los dos altepetl (o ciudades-estado) prehispánicos Tenochtitlan y Tlatelolco, dos entidades políticas independientes que habitaban la isla del lago Texcoco, en la Cuenca de México.
La guerra se libró entre Moquíhuix (o Moquihuixtli), el tlatoani (gobernante) de Tlatelolco, y Axayácatl, el tlatoani de Tenochtitlan. Fue un último intento de Moquíhuix y sus aliados de desafiar el poder de los tenochcas, que recientemente habían consolidado su dominio político dentro del imperio. Finalmente la rebelión fracasó, resultando en la muerte de Moquíhuix, quien aparece en el Códice Mendoza cayendo del Templo Mayor de Tlatelolca. Como resultado de la batalla, Tlatelolco fue subsumido por Tenochtitlan, despojado de sus privilegios y obligado a pagar tributo a Tenochtitlan cada ochenta días.

## Origen
Axayácatl ascendió al trono mexica tras la muerte de su abuelo materno Moctezuma Illhuicamina en 1469. Moctezuma había pasado su largo reinado llevando a Tenochtitlan a la primacía sobre el Valle de México. Como resultado, sus compañeros gobernantes estaban «predispuestos a desafiar» al nuevo tlatoani en un intento de «restaurar la importancia de sus propias ciudades». Uno de estos desafiantes fue Moquíhuix, cuñado de Axayácatl, que estaba casado con su hermana mayor Chalchiuhnenetzin. Aunque se desconoce la fecha exacta de su ascenso al trono de Tlatelolco, parece que Moquíhuix pasó algún tiempo reconstruyendo las estructuras religiosas clave de su ciudad antes de la guerra. Estos nuevos edificios fueron construidos como «imitaciones cercanas de los de Tenochtitlan, construidos para irritar y burlarse de los tenochcas».
Según cuenta el dominico Diego Durán en su Historia de las Indias de Nueva España, los problemas entre las dos provincias empezaron a surgir en el quinto año del reinado de Axayácatl, tras un ataque a las hijas de los señores de Tlatelolco por parte de los hijos de los nobles tenochcas en el mercado de Tlatelolco. Al mismo tiempo, mientras los tlatelolcas excavaban un canal para permitir el paso a la ciudad, un canal construido por los tlatelolcas fue «encontrado roto y rellenado». Ambos actos enfurecieron enormemente a los señores de Tlatelolco. Durán afirma que, como resultado de estas acciones, los tlatelolcas se declararon independientes de Tenochtitlan declamando: «Oh, aztecas, nosotros que vivimos en Tlatelolco, animaos, destruyamos a los tenochcas». Con el aliento de otro noble, Teconal, Moquíhuix convocó a todos los jóvenes mayores de veinte años a participar en una serie de ejercicios bélicos destinados a preparar a los tlatelolcas para ser llamados a las armas en cualquier momento.

## Batallas en los registros
En las fuentes existen diversos relatos de la Batalla de Tlatelolco.

### Diego Durán

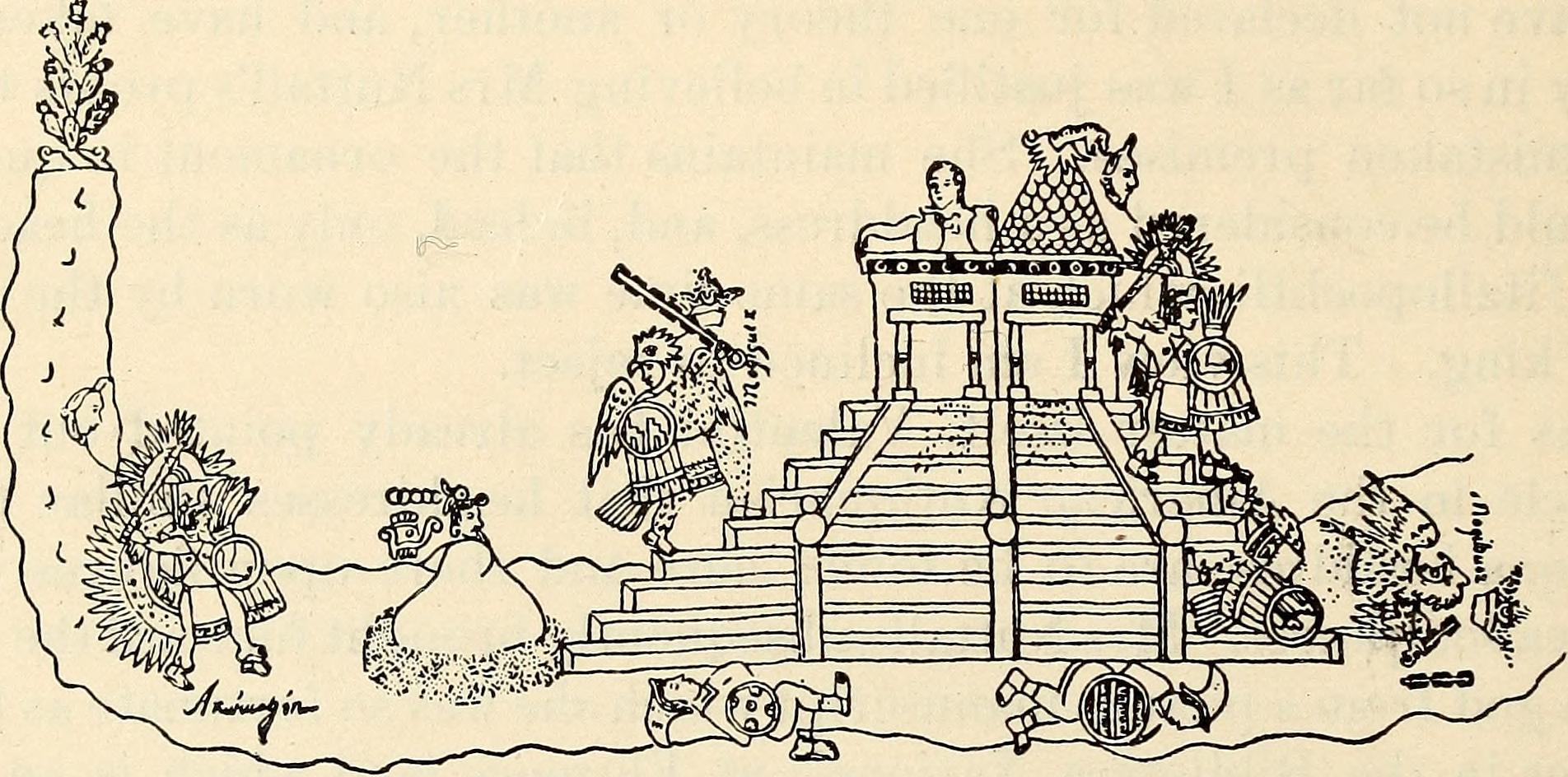
A la izquierda, el rey Moquíhuix, en formación de águila y denotado por el glifo de su nombre, escapando por los escalones de la pirámide perseguido por Axayácatl; a la derecha, el victorioso Axayácatl sobre la pirámide y Moquíhuix yaciendo derrotado al pie. Del Códice Cozcatzin.

Durán hace un amplio relato de la guerra, que describe en dos batallas distintas. La primera fue un ataque tlatelolca contra Tenochtitlan. El plan inicial era atacar Tenochtitlan por la noche, matando primero a los confidentes mayores de Axayácatl para dejar indefenso al joven tlatoani. Sin embargo, este plan se difundió rápidamente y fue comunicado a Axayácatl tras un acalorado intercambio entre mujeres de ambos bandos en el mercado de Tlatelolca. Informado también de los juegos de guerra de Moquíhuix, Axayacatl decidió colocar guardias en secreto por toda la ciudad para espiar. También ordenó que todos los hombres se prepararan para la batalla.
Mientras tanto, Moquíhuix, que se había asustado por una serie de presagios aparentemente maléficos, decidió consultar a los dioses, haciendo celebraciones en su honor. Sin embargo, las celebraciones se agriaron cuando los tlatelolcas empezaron a cantar una serie de canciones de guerra, menospreciando al pueblo de Tenochtitlan. Durán señala que cuando querían cantar «los tenochcas» cantaban «los tlatelolcas». Temeroso de que tales presagios atemperaran la rebelión, Teconal animó a Moquíhuix a atacar esa noche: «todo está listo. Cuando quieras iremos a matar a esos salvajes que son nuestros vecinos». Moquíhuix envió así a sus espías a Tenochtitlan, quienes encontraron a Axayácatl jugando a la pelota con sus nobles. Esto se hizo intencionadamente, sin embargo, Axayácatl había sido advertido previamente del plan por su hermana, y esposa de Moquíhuix, Chalchiuhnenetzin. Los espías regresaron a Tlatelolco, informando a Moquíhuix que los tenochcas ignoraban cualquier plan.
Como resultado, la primera batalla comenzó con Moquíhuix preparando sus tropas, confiando a Teconal la estratagema para el ataque. La mitad de los hombres fueron enviados a esconderse en los límites de la ciudad de Tenochtitlan para preparar una emboscada. La otra mitad fue enviada a cubrir las murallas de Tenochtitlan y bloquear cualquier ruta de escape. A medianoche se dio la señal y los guerreros tlatelolcas salieron gritando y vociferando. Sin embargo, los tenochcas estaban preparados y pronto consiguieron rodearlos. La embestida resultante fue grande, con hombres de ambos bandos masacrados. Los tlatelolcas se sintieron humillados por su derrota y pidieron poder luchar abiertamente contra los tenochcas en el campo de batalla. Todos los hombres tlatelolcas se prepararon para la batalla.
Axayacatl convocó a sus consejeros para decidir qué hacer. Deseaban evitar más derramamiento de sangre. Se acordó que intentarían calmar la ira de Moquihuix y su consejero a través de la razón. Un mensajero, Cueyatzin, fue enviado a Tlatelolco. Moquihuix respondió con repugnancia: «dile a tu señor el rey que la respuesta es que se prepare porque la gente de Tlatelolco está decidida a vengar las muertes de la otra noche». Al oír este mensaje, Tlacael censuró la arrogancia de Moquihuix, pidiendo a Cueyatzin que regresara a Tlatelolco, «llevando consigo los ungüentos y las insignias que se aplican a los muertos». Cueyatzin lo hizo inmediatamente, presentando a Moquihuix las insignias funerarias. Teconal apareció entonces y rápidamente decapitó a Cueyatzin, cuya cabeza fue llevada de vuelta a los límites de Tenochtitlan y arrojada. Muy enfadado por esta acción, Axayacatl salió armado y condujo a su ejército tenochca hacia la frontera de la ciudad, donde los tlatelolcas esperaban listos para la guerra. Aquí comenzó la segunda batalla. Los tenochcas fueron letales y empujaron a los tlatelolcas hacia el mercado. Viendo que la batalla estaba perdida, Moquihuix y Teconal empezaron a subir los escalones del templo-pirámide central para distraer a los demás y que el ejército pudiera reagruparse. Según Durán, esta distracción consistía en un escuadrón de mujeres desnudas «dándose palmadas en el vientre» y «echando chorros de leche a los soldados». Estas mujeres iban acompañadas de un grupo de muchachos jóvenes, también desnudos, que se lamentaban. Los tenochcas, consternados por la crudeza, recibieron la orden de no hacer daño a las mujeres ni a los niños, sino de tomarlos prisioneros, lo que hicieron con éxito. Cecilia Klein ha analizado este relato en el contexto de la forma en que se entendía el género en la guerra azteca. Aquí sostiene que estas mujeres luchaban utilizando los «signos de su género» y las relaciona con las «Mujeres de la Discordia».
Axayácatl procedió a escalar la pirámide de Tlatelolco. Cuando llegó a la cima encontró a Moquíhuix y Teconal aferrados al altar de Huitzilopochtli. Axayácatl mató a ambos hombres y arrastró sus cuerpos fuera, arrojándolos por las escaleras del templo. Cuando los tlatelolcas vieron muerto a su jefe, huyeron del mercado y se escondieron en los canales, entre las cañas y los juncos. Sin embargo, fueron perseguidos implacablemente por los tenochcas. La guerra sólo cesó cuando Cuacuauhtzin, el anciano tío de Axayacatl, suplicó a su sobrino que diera la orden de poner fin a la matanza. Axayacatl declaró que, puesto que los tlatelolco se habían rebelado contra la corona real, a partir de ese momento tendrían que pagar tributo y que todas las libertades y exenciones de las que disfrutaba Tlatelolco cesarían en lo sucesivo. Una vez cumplidas estas condiciones, razonó, los tlatelolco serían indultados.

### Códice Mendoza
El relato de la guerra del Códice Mendoza es considerablemente más breve. En él se describe a Moquihuix como «un hombre poderoso y altivo» que «comenzó a entablar disputas y peleas» con los tenochca. Tras las «grandes batallas» resultantes, se dice que Moquihuix, «presionado en la batalla», huyó y se refugió en un templo. [Sin embargo, al ser reprendido por uno de los sacerdotes del templo por su cobardía, se arrojó del templo alto y murió. Tenochtitlan salió así victorioso y, a partir de ese momento, Tlatelolco pagó su tributo y reconoció su vasallaje a Tenochtitlan.

### Códice Chimalpahin
El Códice Chimalpahin cuenta de nuevo una versión alternativa de la batalla. Aquí la responsabilidad recae en la relación de Moquihuix con su esposa, Chalchiuhnenetzin. Según el Códice Chimalpahin, Chalchiuhnenetzin, la hermana mayor de Axayacatl, era «despreciada» y maltratada por su marido, que prefería la compañía de sus «concubinas». Se dice que Chalchiuhnenetzin viajó a Tenochtitlan para hablar con su hermano y contarle de su maltrato, también le informó del hecho de que Moquihuix estaba «hablando de hacer la guerra al señor de Tenochtitlan». Según Chimalpahin, fue como resultado de esto que comenzó la guerra entre las dos ciudades.
Chimalpahin afirma que la guerra duró un año y que sólo terminó con la muerte de Moquihuix. Se dice que los tenochcas «arrojaron [a Moquíhuix] desde lo alto de un montículo de tierra junto con sus jorobas y [una] cresta de plumas de quetzal, terminando así el gobierno de Tlatelolco».

## Legado
Matthew Restall, junto con otros, ha visto que, a pesar de haber sido subsumida por Tenochtitlan en 1473, Tlatelolco continuó teniendo cierta apariencia de identidad separada después de la guerra, y la gente solía referirse a sí misma como Tlatelolca en lugar de Mexicana. Vemos el resultado de esto, argumenta Restall, en el Códice Florentino de Sahagún, que fue escrito en colaboración con sus antiguos alumnos del Colegio de Santa Cruz de Tlatelolco, a través del chivo expiatorio de Moctezuma II, a quien los tlatelolcas culparon de la derrota mexica-tenochca. [Inga Clendinnen ha visto esto amalgamado dentro de la «teoría del dios-gobernante que regresa», la idea de que Moctezuma estaba «paralizado por el terror [...] por la convicción de que Cortés era Quetzalcóatl».